# باشگاه فوتبال آترتون لامبورنوم راورز
باشگاه فوتبال آترتون لامبورنوم راورز (به انگلیسی: Atherton Laburnum Rovers Football Club) یک باشگاه فوتبال در شهر آترتون، منچستر بزرگ، کشور انگلستان است که در سال ۱۹۵۶ میلادی تأسیس شده‌است.